# Friedrich Hermann Gündel
Friedrich Hermann Gündel (* 1815 in Liebethal; † nach 1875) war ein deutscher Pädagoge und Sachbuchautor.

## Leben und Wirken
Gündel wurde in Liebethal im sächsischen Amt Pirna geboren. Nach Schulbesuch und Studium wurde er im Jahre 1835 Kollaborator und dritter Lehrer in der Stadt Elterlein im Erzgebirge. Fünf Jahre später wechselte er als Kantor und Kirchschullehrer nach Bärenstein bei Annaberg. Im Jahre 1856 erfolgte seine Anstellung als vierter bzw. Elementarlehrer in der Stadt Falkenstein im Vogtland. Zwei Jahre später wechselte er als Kantor und Kirchschullehrer in das vogtländische Mißlareuth, wo er die folgenden Jahrzehnte wirkte.
Bekannt wurde er vor allem als Autor verschiedener Lehrbücher für sächsische Schulen, die in der Mitte des 19. Jahrhunderts Verwendung fanden. Auch mit seiner Sammlung von Liedern unter dem Namen Vergißmeinnicht erlangte Friedrich Hermann Gündel Bekanntheit. Daneben verfasste er pädagogische, katechetische und methodische Aufsätze, die auch im Ausland, so im Schweizers Magazin für deutsche Volksschullehrer, oder in der Katechetischen Vierteljahrschrift erschienen.
Größere Bekanntheit erlangte auch sein lateinisches Lesebuch Roma aeterna, das noch 1925 aufgelegt wurde.

## Schriften (Auswahl)
- Der kleine Tafelrechner, das ist Uebungsbüchlein in den vier Grundrechnungsarten gleich- und ungleichbenannter Zahlen, Grimma, Verlags-Comptoir, 1837.
- Handfibel, das ist Elementarbüchlein für den vereinigten Sprech-, Sprach-, Lese-, Schön- und Richtigschreibunterricht,  Adorfn (Vogtland), Verlags-Bureau, 1838.
- Lehrbuch der christlichen Religion für Elementarvolksschulen, in neuer, fach- und zeitgemäßer Auswahl, Anordnung und Folge. 2 Curse, Meißen, Gödsche, 1839.
- Schulgesänge bei der feierlichen Entlassung der Confirmanden, Oschatz, 1852.
- Vergißmeinnicht. Lieder für Schule, Haus und Leben, Leipzig, 1854.
- Deutsche Geschichte in deutschen Gedichten. Gesammelt und herausgegeben von Friedrich Hermann Gündel, Zwickau, 1875.
- Von Greßlers Rechenbuch die Uebungsaufgaben für sächsische Schulen bearbeitet, o. O., o. J.